# Budyně nad Ohří (hrad)
Budyně nad Ohří je hrad přestavěný na zámek ve stejnojmenném městě v okrese Litoměřice v Ústeckém kraji. Je chráněn jako kulturní památka.
Hrad nejspíš založil král Přemysl Otakar II., ale sídlo se brzy dostalo do zástavního držení šlechty. Definitivně se tak stalo roku 1336, kdy jej od krále Jana Lucemburského získali Zajícové z Hazmburka a učinili z něj jednu ze svých předních rezidencí. Ve druhé polovině šestnáctého století hrad přestavěli na renesanční zámek, který jim patřil až do roku 1614, kdy jej zadlužený Jan Zbyněk Zajíc z Hazmburka prodal Adamovi ze Šternberka. Od té doby význam Budyně pomalu upadal. Svou sídelní funkci zcela ztratil po třicetileté válce, protože významnějším vrchnostenským sídlem Ditrichštejnů se stal libochovický zámek.

## Historie
První písemná zmínka o Budyni pochází z roku 1173, kdy si stárnoucí král Vladislav II. při svém odchodu do ústraní vymínil příjmy z budyňského panství. Panovnickým sídlem v tehdejší vsi býval dvorec, který pravděpodobně stával v prostoru pozdějšího kostela Panny Marie Sněžné. V místech, kde byl ve třináctém století založen hrad, stála běžná zástavba sídliště. Ve dvorci je doložen pobyt krále Přemysla Otakara I., který zde v roce 1218 potvrdil zakládací listinu litoměřické kapituly.

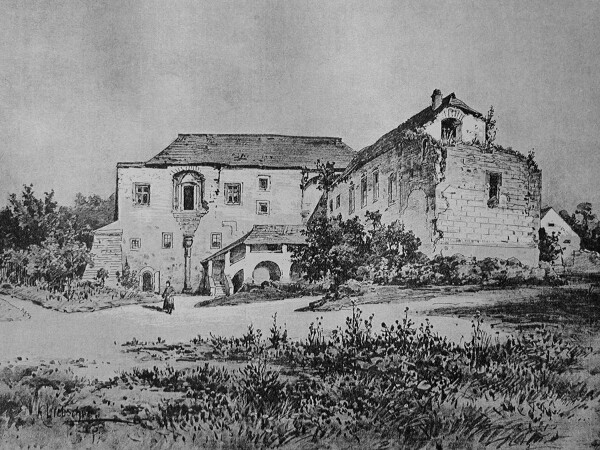
Zámek na rytině Karla Liebschera

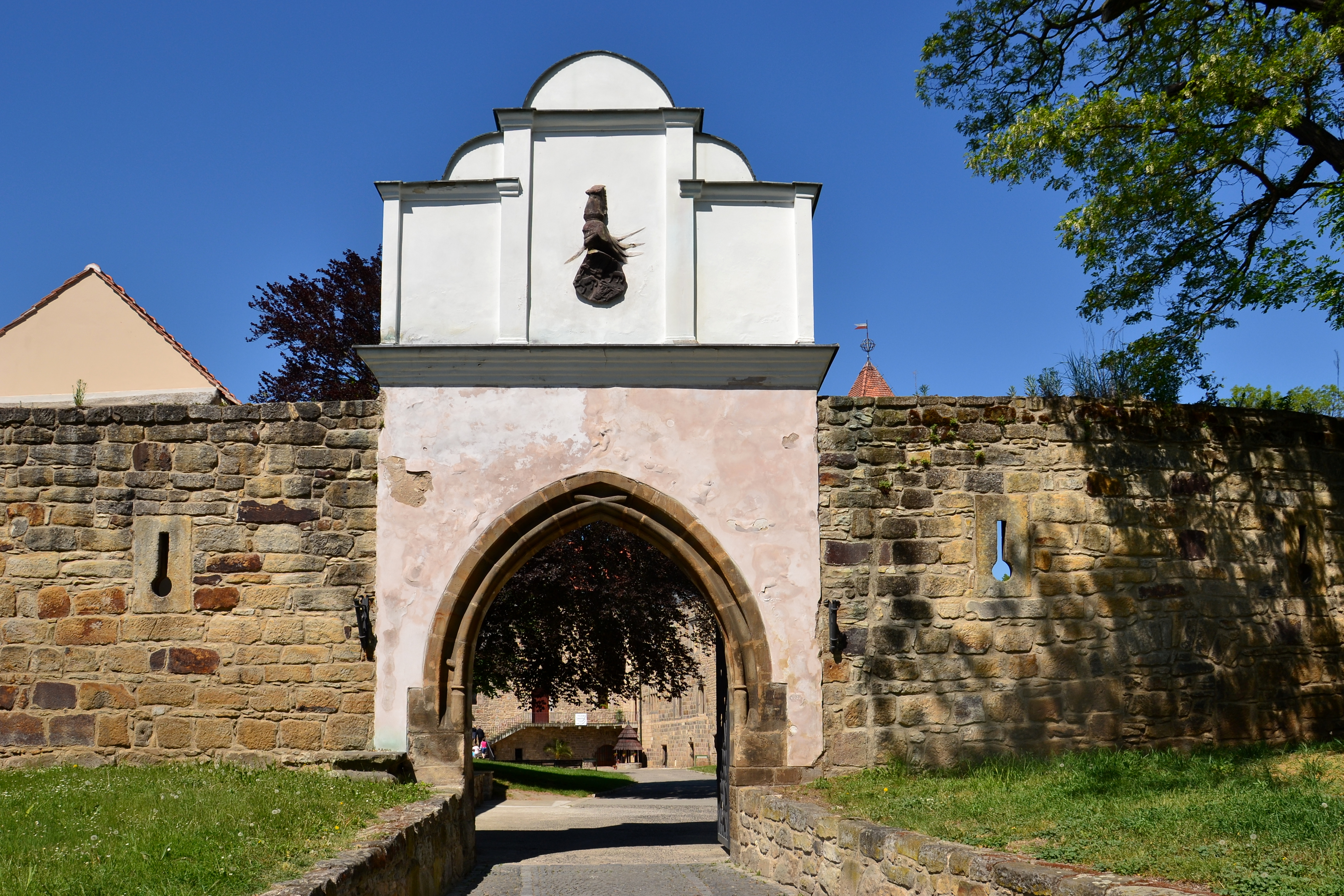
Brána a hradba vnějšího opevnění s klíčovými střílnami

Budyně se stala královským městem někdy v šedesátých až sedmdesátých letech třináctého století. Král Přemysl Otakar II. v ní v letech 1262 a 1267 vydal dvě listiny a předpokládá se, že v té době už hrad stál. Za vlády krále Václava II. Budyni na čas získal Bernard z Kamence a na začátku čtrnáctého století v ní sídlila Václavova teta Griffina Haličská. Po Griffinině smrti okolo roku 1309 Budyně připadla zpět královské komoře. Po zatčení Jindřicha z Lipé během střetů krále Jana Lucemburského se šlechtou obsadila posádky vzbouřených šlechticů mimo jiné i Budyni. Jan Lucemburský ji poté v roce 1316 dobyl zpět a o pět let později ji zastavil Jindřichovi z Valdemberka a jeho zeti Albertovi. Král město s hradem časem získal zpět, ale 23. ledna 1336 je i se čtveřicí popluží, vesnicemi a manským systémem vyměnil se Zbyňkem Zajícem z Valdeka za jeho hrad Žebrák.

### Zajícové zHazmburka
Po Zbyňkově smrti († 1368) se o budyňské a hazmburské panství dělil Zbyňkův syn Vilém Zajíc z Hazmburka a jeho synovec Mikuláš. Společná správa trvala do roku 1379, kdy se rozdělili o majetek, takže Budyně připadla Mikulášovi s podmínkou, že v případě dřívější Mikulášovi smrti zdědí po zaplacení dvanácti tisíc kop českých grošů veškerý majetek Vilém. K tomu nikdy nedošlo a po Mikulášově smrti spravovala dědictví vdova Jitka.

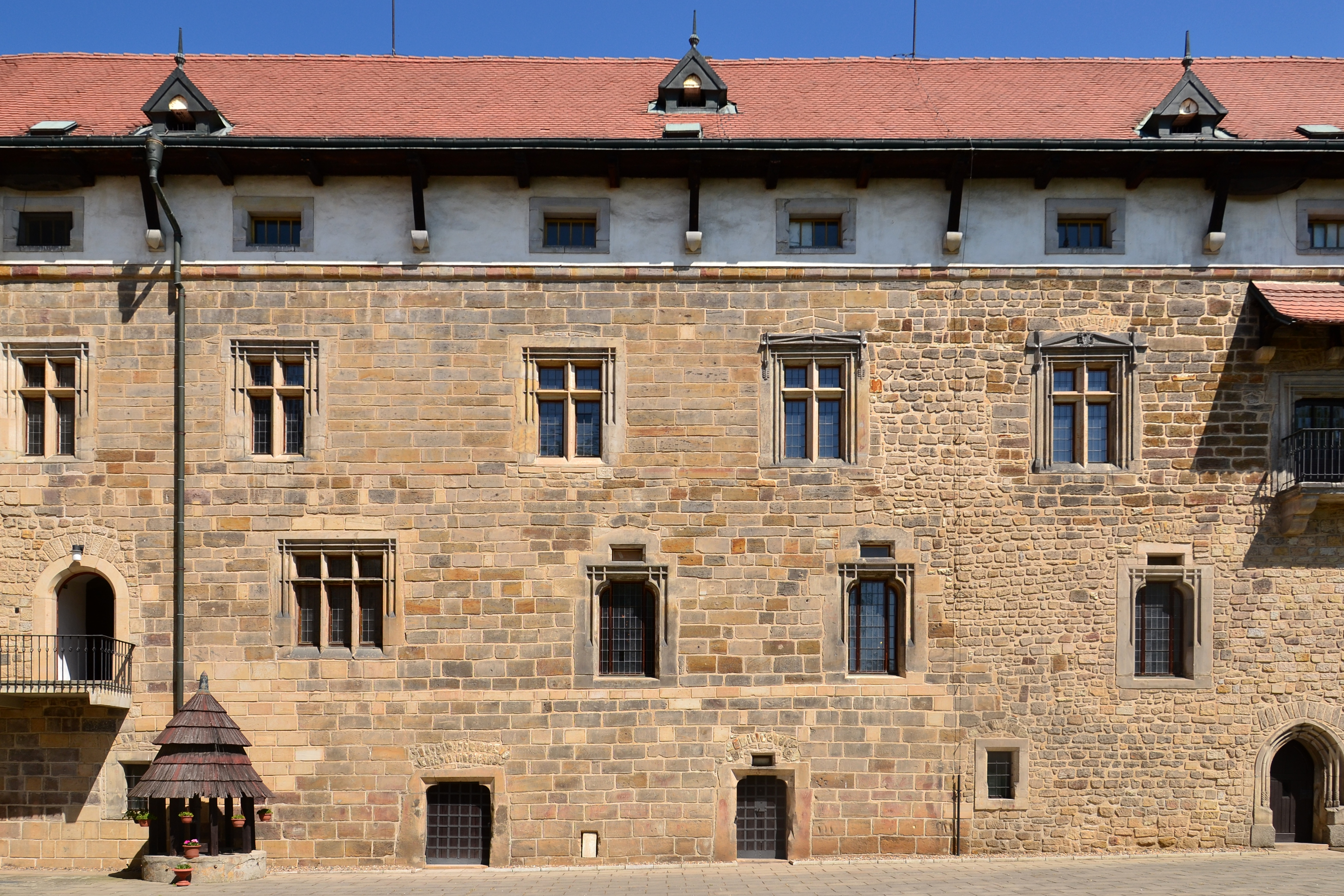
Nádvorní průčelí severního křídla

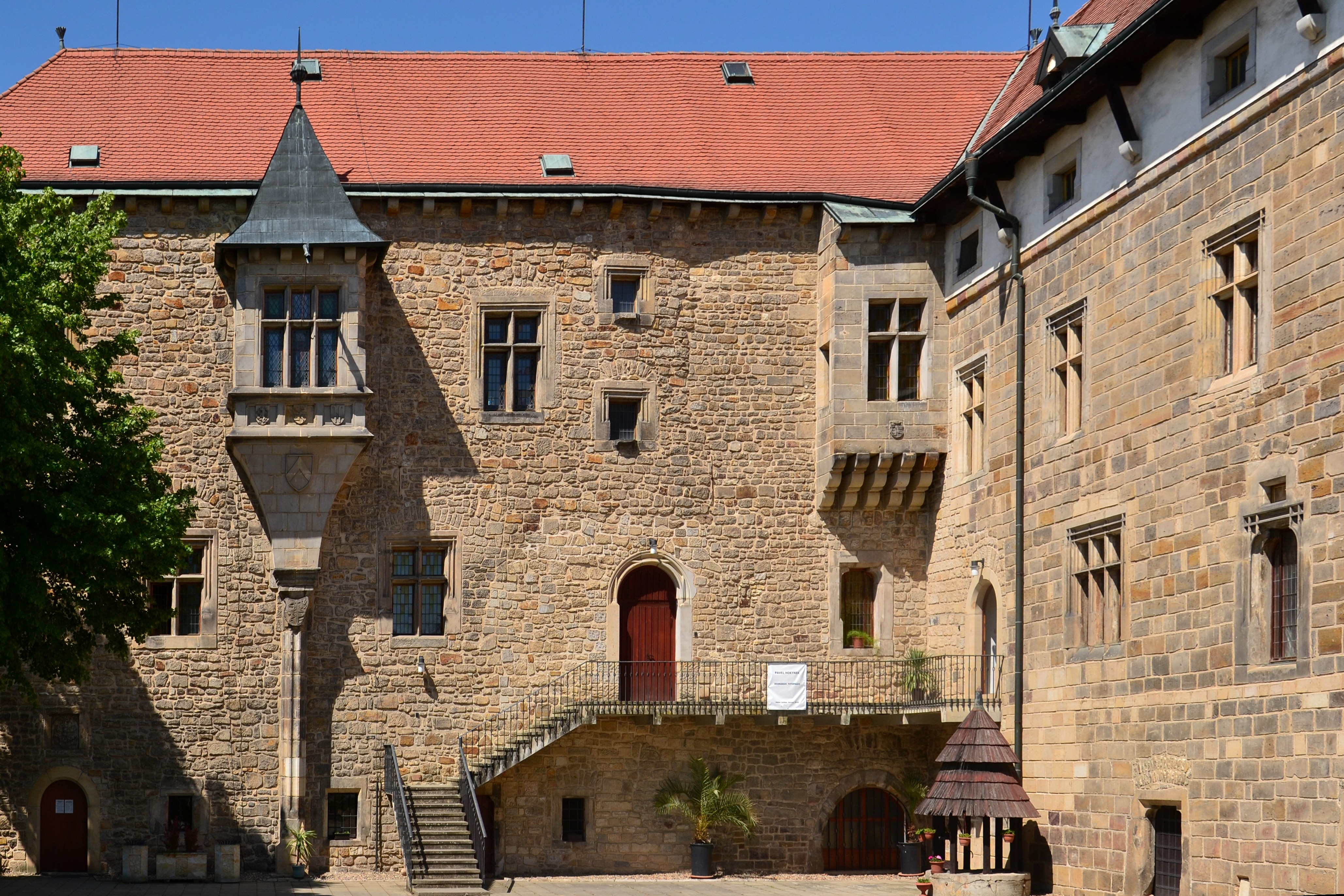
Nádvorní průčelí západního křídla

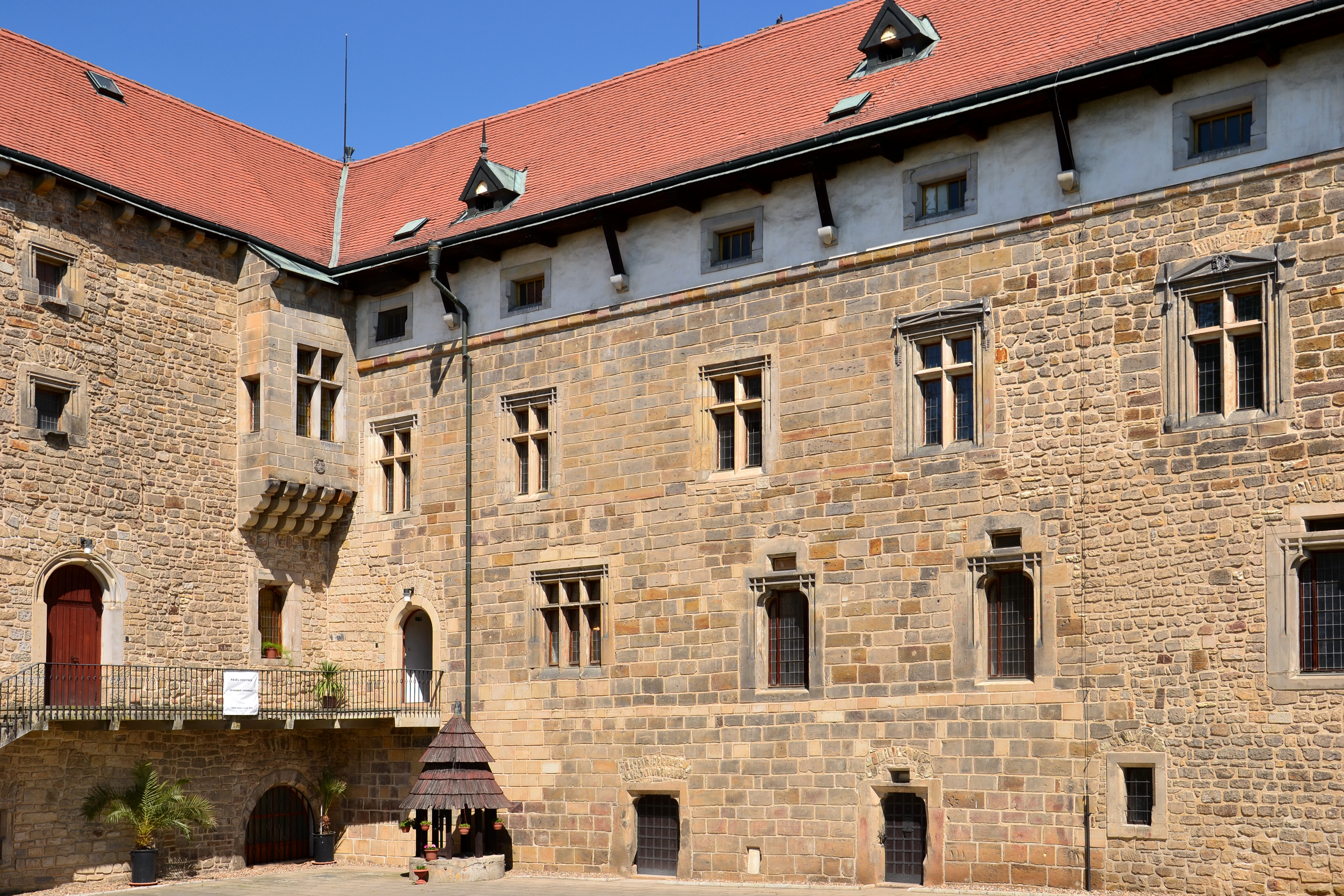
Roh nádvoří

Po dosažení dospělosti Budyni společně spravovali Mikulášovi synové Jan a Mikuláš Zajícové. Po rozdělení majetku se Jan Zajíc odstěhoval na Kamýk a Budyně zůstala s polovinou bývalého majetku Mikulášovi. Na počátku husitských válek Mikuláš bojoval na straně císaře Zikmunda v bitvě u Vyšehradu, ale už v roce 1421 pomáhal pražanům při obléhání Pražského hradu. Mikuláš zemřel roku 1431 a Budyni zdědil jeho bratr Jan, který ji v roce 1451 prodal bratranci Zbyňku Zajícovi z Hazmburka, čímž se hazmburské a budyňské panství znovu spojilo.
Jestli Zbyněk Zajíc z Hazmburka sídlil na budyňském hradě není jisté, ale určitě se do Budyně po roce 1463 přestěhoval jeho dědic Jan Zajíc z Hazmburka. Jako člen Jednoty zelenohorské byl jedním z předáků katolické opozice vůči králi Jiří z Poděbrad. Roku 1469 umožnil vojsku král Matyáše Korvína využívat budyňský hrad při vojenských akcích proti Jiřímu z Poděbrad. Budyně se tak stala jedním z hradů, které Jiřího vojsko vedené Jindřichem z Minsterberka oblehlo. Janu Zajíci se povedlo z obležené Budyně uniknout k Žitavě, kde se shromažďovalo katolické vojsko. Jindřich z Minsterberka je však porazil, a vzbouření Jan a Oldřich Zajícové uzavřeli s Jiřím z Poděbrad příměří. Ovšem už v roce 1472 budyňská posádka obnovila vojenské aktivity. Jan Zajíc zůstal členem opozice až do roku 1478, kdy uznal krále Vladislava Jagellonského. Mezitím Jan zdědil Oldřichův majetek a za jeho vlády v Budyni byl hrad velkolepě přestavěn v pozdně gotickém slohu. Purkrabím na hradě byl v letech 1475–1744 Aleš z Kozojed.
Jan Zajíc z Hazmburka zemřel 15. května 1495 a panství přešlo na jeho syny Jana a Mikuláše. Oba zemřeli brzy po otci a celý rozsáhlý majetek zdědil Mikulášův nezletilý syn Jan IV. Zajíc z Hazmburka, za kterého panství spravoval Zdeněk Lev z Rožmitálu. Samotný Jan převzal správu do vlastních rukou v roce 1511 (nebo 1515). Budyňským purkrabím za něj byl (zejména roku 1517) Mikuláš z Polenska. Jan se oženil s Markétou Minsterberskou, které věnoval věno ve výši 2 500 kop českých grošů pojištěné tvrzí Mšené a jejím příslušenstvím. V roce 1551 na hradě došlo k výbuchu ve skladišti střelného prachu. Výbuch údajně způsobila zapomenutá svíčka. Zemřelo při něm jedenáct osob, hrad byl těžce poškozen a onemocněl i sám Jan Zajíc, který skonal o dva roky později.
Janovi synové drželi rodový majetek určitý čas v nedílu, ale nakonec se rozdělili, a Budyni s vesnicemi Písty, Vrbka, Roudníček, Břežany nad Ohří a Žabovřesky nad Ohří dostal Mikuláš. Mikuláš v následujících letech získal také Bezděz, ale v roce 1558 jej prodal. Peníze využil k vyrovnání dluhů, rozšířil budyňské panství o Kostelec nad Ohří a Lhotu a vesnice Chotěšov, Černiv, Vrbičany a Přestavlky získal do dědičného vlastnictví.
Mikulášův jediný syn Jan Zbyněk Zajíc z Hazmburka nebyl po smrti otce ještě zletilý. Otec ve své závěti určil za vychovatele Jiřího z Lobkovic na Libochovicích, ale budyňské panství za nedospělého syna spravovali městští konšelé. Jeden z nich, Martin Michna, byl za své služby císařem Rudolfem povýšen do vladyckého stavu a stal se tak zakladatelem rodu Michnů z Vacínova. Jan Zbyněk po roce 1595 panství rozšířil o Mšeno a Brozany. Budyni nechal renesančně přestavět a na zámku zřídil rozsáhlou knihovnu. Podporoval a hostil řadu významných osobností. Mezi ně patřili Bartoloměj Paprocký, Bavor Rodovský z Hustířan nebo Tycho Brahe.

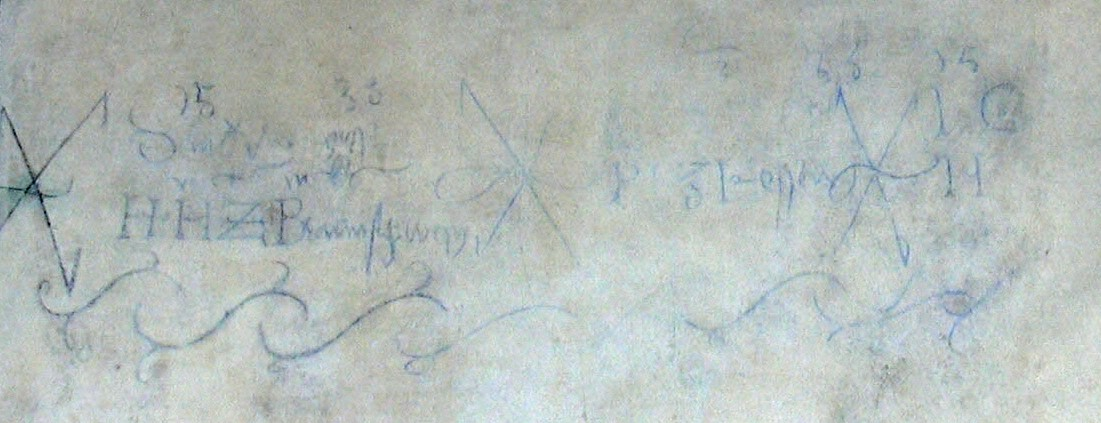
Alchymistické značky v Budyni

Velké výdaje, kterými podporoval kulturu, by si Jan Zbyněk Zajíc snad mohl dovolit. Jeho podpora alchymie však vedla k takovému zadlužení, že je nezvládly pokrýt ani výnosy tak velkého panství, jakým Jan Zbyněk disponoval. V roce 1609 si začal půjčovat peníze. Jedním z věřitelů byl Adam ze Šternberka, který Janu Zbyňkovi půjčil 12 800 tolarů, což byla v tehdejší době obrovská suma. Podobných půjček si Jan Zbyněk vzal víc a od roku 1613 začali věřitelé nesplácené dluhy vymáhat. Jan Zbyněk proto zabezpečil nároky své neprovdané sestry Hedviky, manželčino věno přenesl na brozanskou tvrz a veškerý ostatní majetek prodal. Získaná suma přesto na úhradu dluhů nestačila, a Jan Zbyněk strávil zbytek života na manželčině brozanském statku.

### Šternberkové a Ditrichštejnové

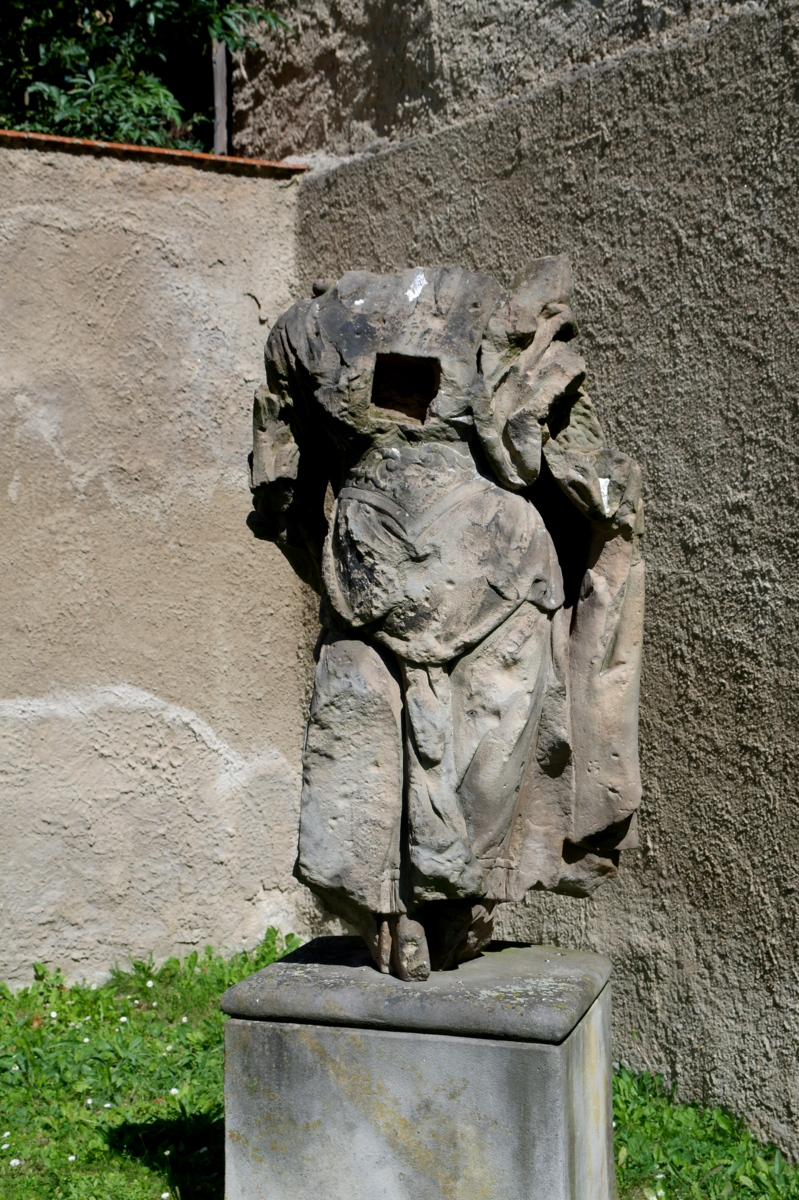
Torzo sochy

Novým vlastníkem Budyně se roku 1614 stal Adam ze Šternberka, který sloučil budyňské a libochovické panství. Většinu času se zdržoval v Praze a při pobytu v Poohří dával přednost libochovickému zámku. Po něm panství převzal syn František Karel Matyáš ze Šternberka, který Budyni za úhradu dluhů po otci postoupil své manželce Ludmile Kavkové z Říčan. Ta po jeho smrti v roce 1648 statek spravovala za nezletilé syny, kteří jí při majetkovém vyrovnání dne 2. září 1665 Budyni, Libochovice a Krupku přenechali. Ludmila vše prodala dne 21. května 1672 synovi Václavu Vojtěchovi ze Šternberka za 250 000 zlatých.
Václav Vojtěch vydal v roce 1675 listinu, podle které byla Budyně považována za významné sídlo, na kterém sám příležitostně pobýval. Téhož roku přikoupil Podbradec a pusté Ječovice, ale 6. února 1676 Budyni, Libochovice a Pátek prodal knížeti Gundakarovi z Ditrichštejna za 480 000 rýnských zlatých. Nový majitel si jako hlavní sídlo zvolil libochovický zámek, který nechal nákladně přestavět. Údajně existovaly také plány na barokní přestavbu Budyně, ale nikdy k ní nedošlo. Budyně tak ztratila svou sídelní funkci a začala postupně chátrat. Bezdětný Gundakar ze svého majetku zřídil svěřenství, které po něm zdědil Ferdinand z Ditrichštejna.
Osudnou se hradu stala sedmiletá válka. Roku 1759 k Budyni přitáhlo pruské vojsko, které požadovalo vyplatit vysoké výpalné. Město si je nemohlo dovolit, a proto Prusové město včetně zámku vydrancovali. Pusté město se z pohromy vzpamatovávalo několik let a poškozený zámek se už nehodil ani pro ubytování úředníků. Časem zchátral natolik, že v roce 1823 a v dalších letech muselo být zbořeno jižní a východní křídlo s velkou věží. Zdivo posloužilo jako stavební materiál ve městě a bylo použito k zavezení příkopů. K obnově zbývajících paláců došlo teprve v letech 1902–1911, kdy zámek patřil Herbersteinům. Zámek poté sloužil klášteru milosrdných sester.

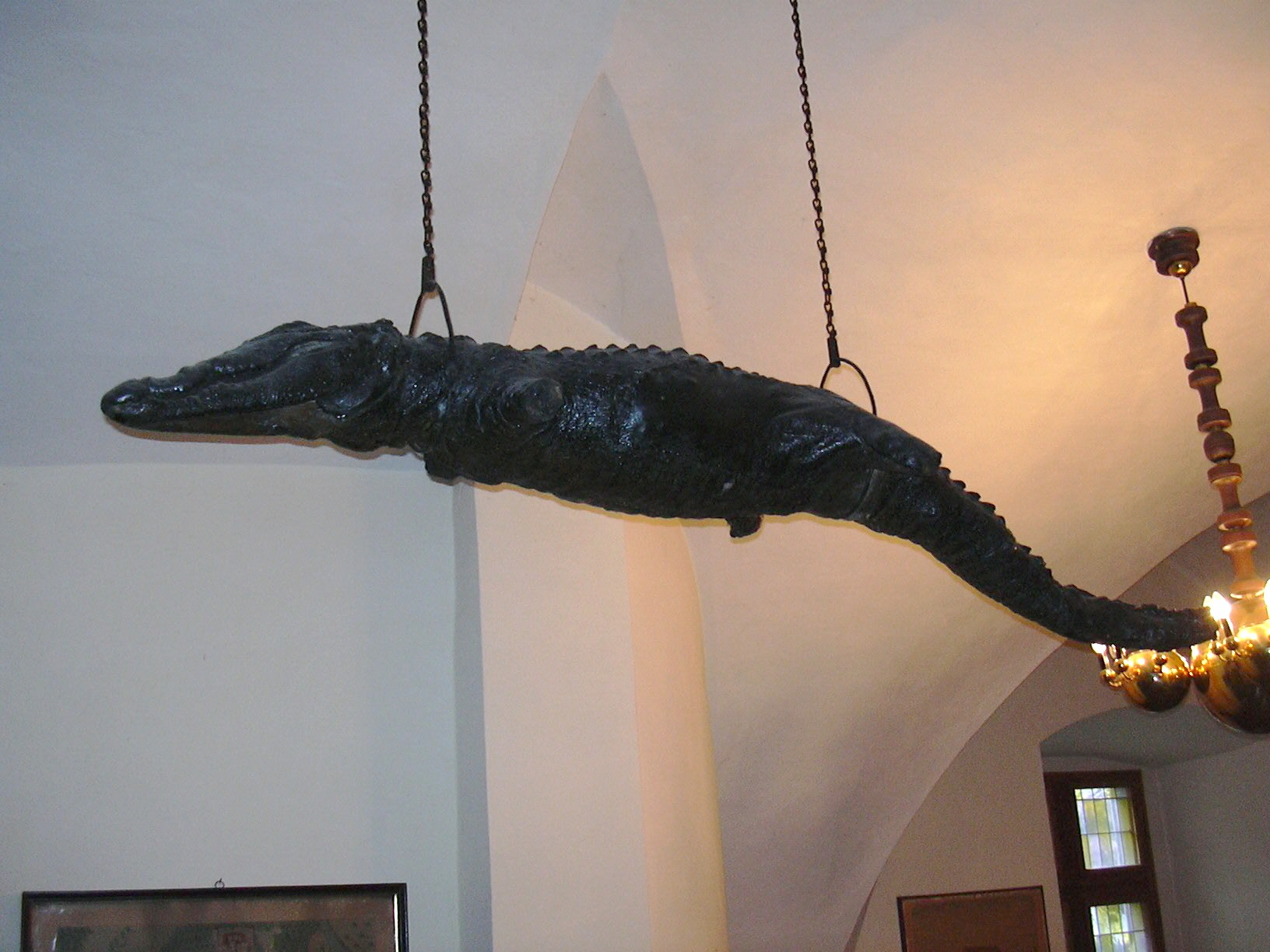
K vystaveným exponátům patří vycpaný krokodýl.

Roku 1945 se stal majetkem města Budyně. Do současné podoby byl přebudován v sedmdesátých a devadesátých letech dvacátého století, kdy došlo například k rekonstrukci hradeb. Po uplatněném restitučním nároku rodinou Herbersteinů byl soudem definitivně přiznán 27. září 1994 do vlastnictví města.

### Jandovo muzeum
Ve dvacátých letech dvacátého století bylo v prostorách hradu založeno Jandovo muzeum. Stalo se tak hlavně díky přispění mnoha cestovatelů a soukromých sbírek obyvatel, žijících v okolí města. Před rekonstrukcí roku 1975 bylo muzeum uzavřeno a přestěhováno do depozitu. Díky aktivitě městského úřadu a nadaci Historické a kulturní dědictví regionu města Budyně nad Ohří se jej podařilo roku 1997 obnovit.

## Stavební podoba

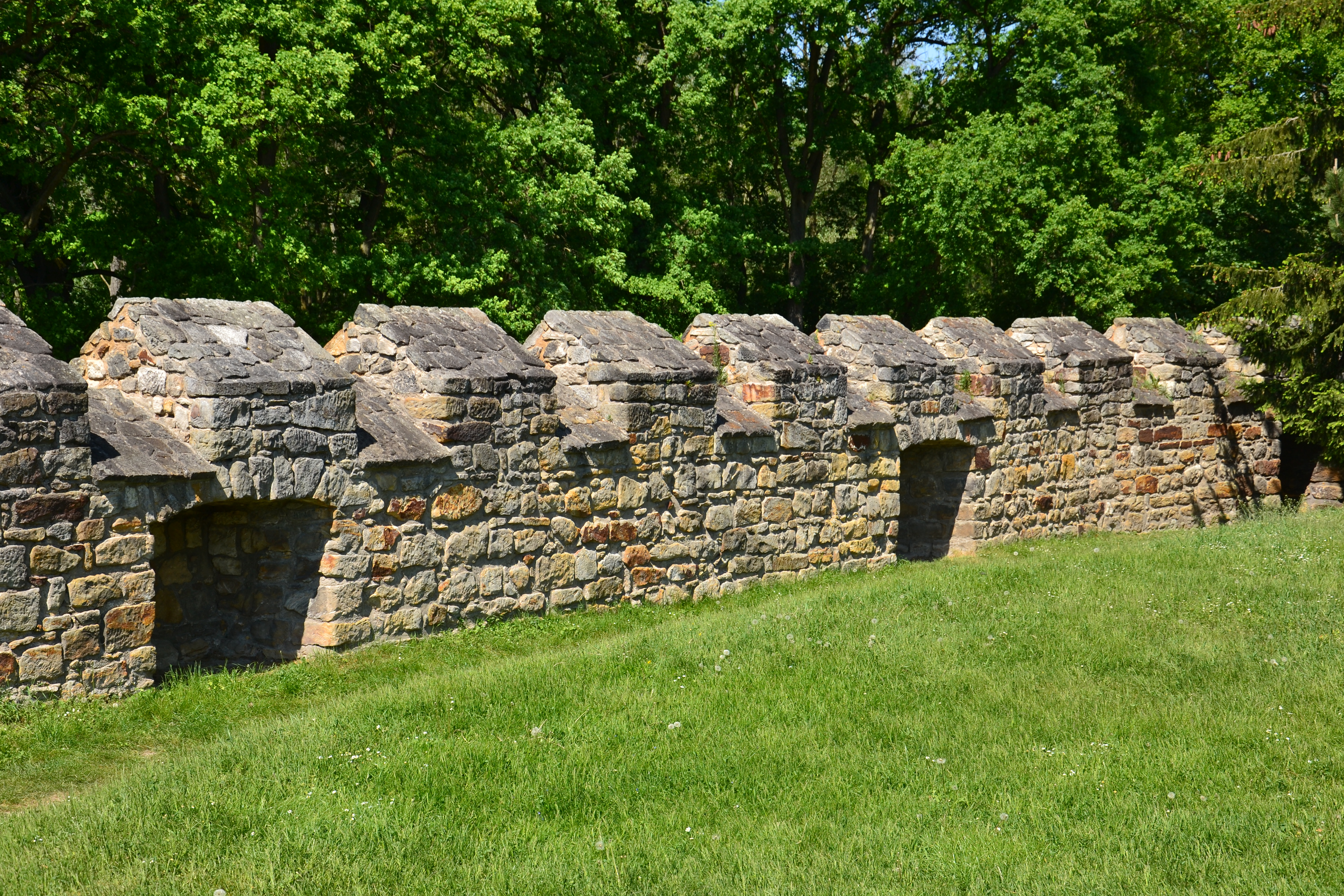
Romanticky upravená západní hradba

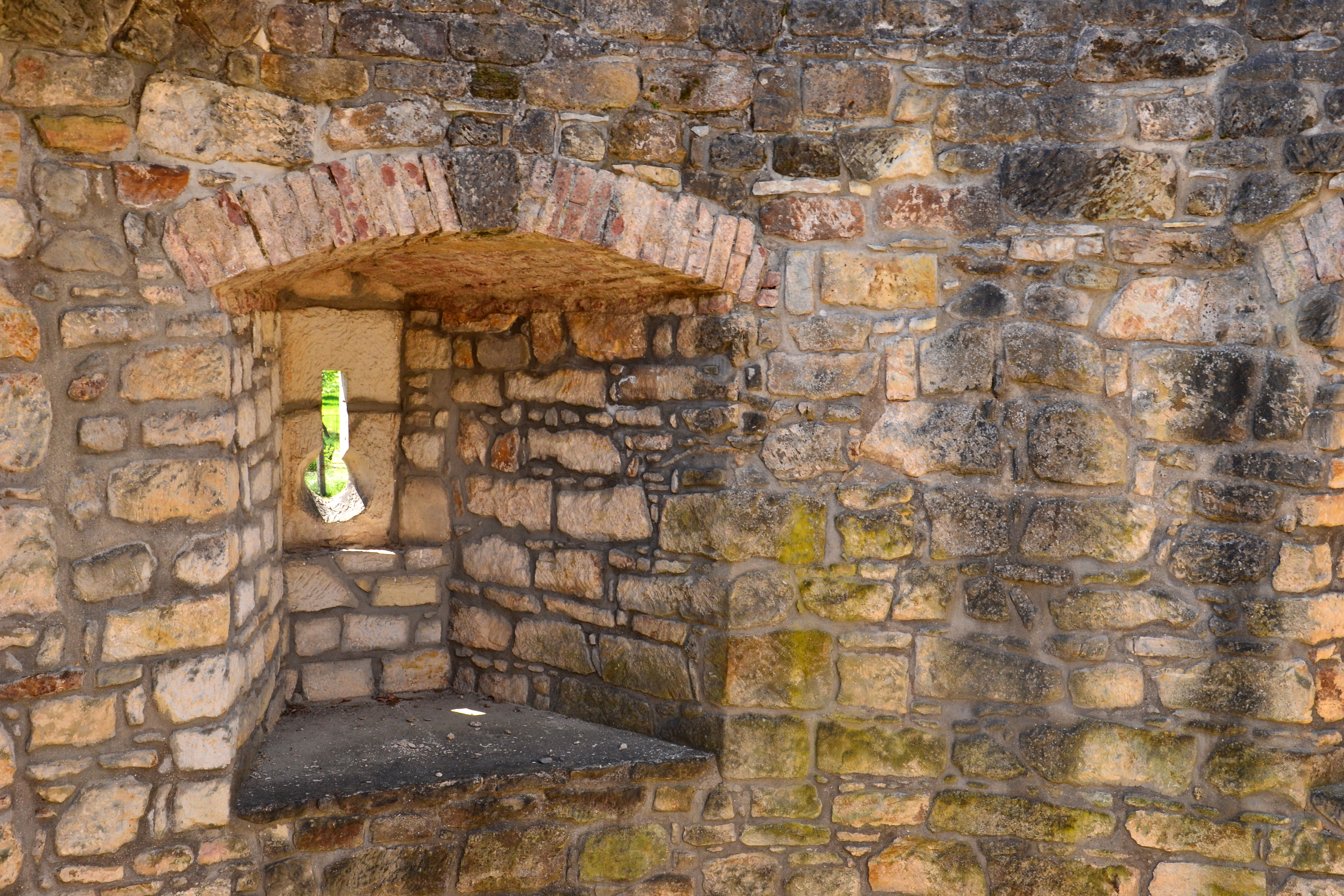
Výklenek s klíčovou střílnou v západní hradbě

Ačkoliv nejstarší podoba budyňského hradu je neznámá, měla nejspíše pravidelnou čtyřhrannou dispozici, a stavba tak mohla patřit mezi hrady kastelového typu. Pozdněgotická fáze byla ovlivněna saskou gotikou a řadila se mezi nejhonosnější šlechtické rezidence své doby.

### Hrad
Dochované paláce pochází z pozdně gotické přestavby, na které se podíleli tři různí mistři. Původní čtyři křídla téměř uzavírala přibližně čtvercové nádvoří, přičemž jihozápadní nároží bylo podle Dobroslavy Menclové volné. Komunikaci mezi místnostmi prvního patra umožňovala krytá pavlač. Do druhého patra, kde se nachází velké sály, se vstupovalo točitými schodišti.
Vnější opevnění navazovalo na městské hradby. Na vnější straně je zesilovala dvojice okrouhlých věží. Jedna vstupní brána s brankou pro pěší se nacházela uprostřed západní hradby a chránil ji zjednodušený barbakan. Druhá brána umožňovala vstup ze strany od města a byla přístupná po mostě přes příkop. Při renesančních úpravách byl nad bránou postaven štít zdobený rustikou a malbami. Za bránou se nacházelo předhradí oddělené od hradního jádra dalším příkopem.

### Zámek

Freska znázorňující Jana IV. Zajíce z Hazmburka s krokodýlem

Jádro dochovaného zámku tvoří dvě palácová pozdněgotická křídla vybavená arkýři. Severní křídlo je mírně nižší a částečně mladšího původu. Navazuje na něj čtverhranná věž, jejíž výška byla po výbuchu v roce 1551 snížena a fasáda vyzdobena sgrafitovou rustikou. Hrázděné nejvyšší patro věže bylo postaveno až při úpravách ve dvacátém století.
Vnitřní prostory paláců jsou zaklenuté převážně renesančními hřebínkovými klenbami z konce patnáctého až první poloviny šestnáctého století, pouze v severozápadním nároží jsou dvě místnosti s gotickými křížovými klenbami. Ve druhém patře západního křídla se nachází velký sál zdobený renesančními malbami znaků, festonů, pilastrů a architektonických motivů ze druhé poloviny šestnáctého století.

## Ve filmu
- Soumrak templářů (anglicky Knightfall, 3. díl – Černý vlk a bílý vlk a 4. díl první série  – Ten, kdo nalezne sám sebe, nalezl Boha, 2017, režie: David Petrarca)